# It's Goin' Down
It's Goin' Down這首歌曲是聯合公園為唱盤劊子手跨刀製作的單曲，這首歌曲收錄於唱盤劊子手的"從頭做起"專輯，此單曲MV也是由聯合公園操刀製作。
而此歌曲也在聯合公園推出的LP Underground 4.0有組曲Live版本，搭配組曲的歌曲有Step Up（收錄於混合理論EP）和Nobody's Listening（收錄於天空之城—美特拉）在加上此單曲It's Goin' Down，組合成的組曲歌名叫做Step Up/Nobody's Listening/It's Goin' Down 。

## MV
此歌曲MV由聯合公園的DJ喬製作，擔任MV演出的除了唱盤劊子手本團體，特別還有聯合公園的隊友鼓手羅伯、貝斯手費尼可斯、DJ喬和麥可，還有知名工業金屬樂團靜止X樂團（STATIC-X）的吉他手韋恩來演出，MV拍攝手法用很精妙的照相機作用和輕微的震動衝擊作用，讓MV感覺非常奇幻。

## 曲目
1. "It's Goin' Down"
2. "X-Ecution of a Bum Rush" (Explicit)
3. "Play That Beat" (Lo Fidelity Allstars Remix) (Explicit)